# Rachel Bilson
Rachel Sarah Bilson (Los Ángeles, California; 25 de agosto de 1981) es una actriz estadounidense. Después de interpretar personajes de teatro en Bye Bye Birdie, Once Upon A Mattress y The Crucible, Rachel pasó a realizar papeles en series de televisión. Con The O. C. alcanzó la fama y también participó en 8 Simple Rules, Buffy The Vampire Slayer y Chuck. Posteriormente ha dado el salto al cine, apareciendo en películas como The Last Kiss y Jumper.

## Biografía
Bilson nació en Los Ángeles (California), hija de Janice, terapeuta sexual, y de Danny Bilson, escritor, director y productor. El padre de Rachel es judío y su madre, nacida en Filadelfia, es de ascendencia italiana. El padre de Rachel proviene de una familia con negocios en el mundo del espectáculo; su bisabuelo, George Bilson (nacido en Leeds, Yorkshire, Reino Unido), era el director del departamento de tráilers de RKO Pictures, mientras que su bisabuela de Brooklyn, Hattie Bilson, era guionista y su abuelo, Bruce Bilson, es un director de cine. Tiene un hermano mayor, y dos hermanas menores, Hattie y Rosemary producto del divorcio de sus padres en su niñez, y el posterior casamiento de su padre en 1997 con la actriz Hather Medway.
Rachel tuvo una época autodestructiva y rebelde durante su adolescencia. Cuando tenía 16 años se vio envuelta, junto con unos amigos de su hermano, en un siniestro automovilístico. Como consecuencia de ello, estuvo varios días inconsciente, tiene una cicatriz encima del ojo derecho y a veces sufre migrañas y pérdidas de memoria.

## Carrera profesional
Empezó la universidad, pero lo dejó tras un año, siguiendo los consejos de su padre que la animó a que luchara por hacerse un hueco en el mundo del arte dramático.  Comenzó por prestar su imagen en campañas publicitarias, y en 2003 hizo su debut en la pantalla chica. En agosto de 2003 apareció por primera vez como Summer Roberts en The O. C., y pese a que no se esperaba que su personaje tuviera un largo recorrido en la serie, acabó por ser parte del reparto regular de la serie, protagonizando una relación sentimental con Seth Cohen, personaje realizado por Adam Brody, quien fue su pareja tanto dentro como fuera de la pantalla.
El éxito de The O. C. entre el público joven la hizo acreedora de varios premios, entre los que se destacan los conseguidos en el Teen Choice Awards de 2005. Su debut en el cine fue en 2006 de la mano del director Tony Goldwyn en la película The Last Kiss, versión de la italiana L'ultimo bacio. Junto a ella aparecen Zach Braff y Jacinda Barrett entre otros. Más tarde apareció en Jumper, un filme de acción protagonizado por Hayden Christensen y dirigida por Doug Liman, que obtuvo un notable éxito de taquilla en 2008. Ese mismo año apareció en dos capítulos de la serie televisiva Chuck, donde trabajó por segunda vez para Josh Schwartz, quien también fue creador de The O. C..
Apareció en New York, I Love You, junto con Natalie Portman, Robin Wright Penn, Blake Lively y Shia LaBeouf, en una de las doce pequeñas historias que componen esta película. A finales de septiembre de 2008 comenzó a rodar Waiting for Forever una comedia romántica independiente. Apareció como estrella invitada en cuatro episodios de la serie How I Met Your Mother.
Profesionalmente reconoce que su intención es aparecer en películas y, aunque se muestra muy agradecida a su papel en The O. C., no cree que su cancelación tras su cuarta temporada fuese un gran revés, sino la oportunidad de participar en nuevos proyectos.
En el 2011 protagonizó la serie Hart of Dixie, donde interpreta a la Dra. Zoe Hart que aspira a ser como su padre y convertirse en una cirujana cardiotorácico. Después de cuatro años de residencia en un hospital de Nueva York, Zoe no obtiene una beca y ocupa una oferta para trasladarse hacia el Sur y el trabajo en una pequeña clínica de medicina en la ciudad de Bluebell. Allí descubre que su padre biológico le había dado la posición y decide quedarse en la clínica con el fin de aprender más sobre él. Luego en octubre de 2012 gracias a su popularidad se estrenó la segunda y tercera temporada.

## Vida personal
Mantuvo una relación sentimental con su compañero de reparto Adam Brody desde 2003 hasta finales de 2006. Al poco tiempo, a finales del año 2006, comenzó a salir con su compañero de reparto en Jumper, Hayden Christensen, (famoso por interpretar a Anakin Skywalker en las precuelas de Star Wars), con quien tuvo una hija llamada Briar Rose Christensen; nacida el 29 de octubre de 2014 en Los Ángeles, California. La pareja se separó a principios de 2017 tras diez años juntos.
Su belleza no ha pasado desapercibida, ostentando en 2008 el puesto 30 en el ranking de la mujer más sexy del mundo según la versión estadounidense de la revista FHM. Ha posado como modelo fotográfica para varias revistas. También ha sido destacada como una de las actrices mejor vestidas del momento. Ella misma se declara fashionista, y confiesa tener como referentes a Kate Moss y al estilo Annie Hall al que dio vida Diane Keaton en la película de mismo título. Ha realizado una colección de moda para DKNY llamada Edie Rose.
Actualmente vive en Los Ángeles con su hija.
En 2020 mantuvo una relación con el actor Bill Hader.

## Filmografía

### Cine
| Año  | Título               | Rol           | Notas                                                                 |
| ---- | -------------------- | ------------- | --------------------------------------------------------------------- |
| 2003 | Unbroken             | Rachel        | Corto                                                                 |
| 2006 | The Last Kiss        | Kim           | Nominada - Premio Teen Choice por Choice Movie Breakout - Mujer       |
| 2008 | Jumper               | Millie Harris | Premio Teen Choice a la Actriz de Cine Choice - Drama/Acción Aventura |
| 2009 | New York, I Love You | Molly         |                                                                       |
| 2010 | Waiting for Forever  | Emma Twist    |                                                                       |
| 2011 | Life Happens         | Laura         |                                                                       |
| 2013 | The To Do List       | Amber Klark   |                                                                       |
| 2014 | American Heist       | Eyewitness    | Cameo                                                                 |

### Televisión
| Año       | Título                   | Rol             | Notas                                                                       |
| --------- | ------------------------ | --------------- | --------------------------------------------------------------------------- |
| 1998      | It's True!               | Jenna           | Episodio: "The Rats of Rumfordton"                                          |
| 2003      | 8 Simple Rules           | Jenny           | Episodio: "Career Choices"                                                  |
| 2003      | Buffy the Vampire Slayer | Colleen         | Episodio: "Dirty Girls"                                                     |
| 2003–2007 | The O. C.                | Summer Roberts  |                                                                             |
| 2004      | That '70s Show           | Christy         | Episodio: "5:15"                                                            |
| 2007      | Chuck                    | Lou Palone      | Episodios: "Chuck Versus the Truth"/"Chuck Versus the Imported Hard Salami" |
| 2010–2014 | How I Met Your Mother    | Cindy           | 4 episodios                                                                 |
| 2011–2015 | Hart of Dixie            | Zoe Hart        | Rol principal                                                               |
| 2012      | Gossip Girl              | Ella misma      | Episodio: "New York, I Love You XOXO"                                       |
| 2016      | Drunk History            | Constance Kopp  | Episodio: "Siblings"                                                        |
| 2017      | Nashville                | Alyssa Greene   | Recurrente (Temporada 5; 5 episodios)                                       |
| 2018      | Take Two                 | Sam Swift       | Rol principal, 13 episodios                                                 |
| 2019      | Drunk History            | Helen Callaghan | Episodio: "Baseball"                                                        |
| 2019      | Lovestruck               | Daisy Valentine | Rol principal                                                               |
| 2023      | Accused                  | Alison          | Episodio: "Danny's Story"                                                   |